# Lestelle-de-Saint-Martory
Lestelle-de-Saint-Martory är en kommun i departementet Haute-Garonne i regionen Occitanien i södra Frankrike. Kommunen ligger i kantonen Saint-Martory som tillhör arrondissementet Saint-Gaudens. År 2022 hade Lestelle-de-Saint-Martory 434 invånare.

## Befolkningsutveckling
Antalet invånare i kommunen Lestelle-de-Saint-Martory
Referens:INSEE